# 山田初江
山田 初江（やまだ はつえ、1930年（昭和5年）3月3日 - 2021年（令和3年））は、東京出身の建築家（一級建築士）。住総研の研究年報では女性建築家の草分け的存在であると評されている。

## 経歴
- 東京都大田区生まれ
- 1951年 日本女子大学家政学部生活芸術科住居専攻卒業
- 1951年 梓設計入社
- 1954年 井上一典建築設計事務所入社
- 1954年 一級建築士取得
- 1958年 林雅子と中原暢子と共に女性3人による「林・山田・中原設計同人」設立
- 1974年－1988年 フェリス女学院短期大学家政科 非常勤講師
- 1983年－1995年 日本女子大学家政学部住居学科 特別講師
- 1987年－1987年 昭和女子大学生活美学科住居 特別講師
- 1991年－2000年 昭和女子大学生活美学科住居 非常勤講師

## 主要作品

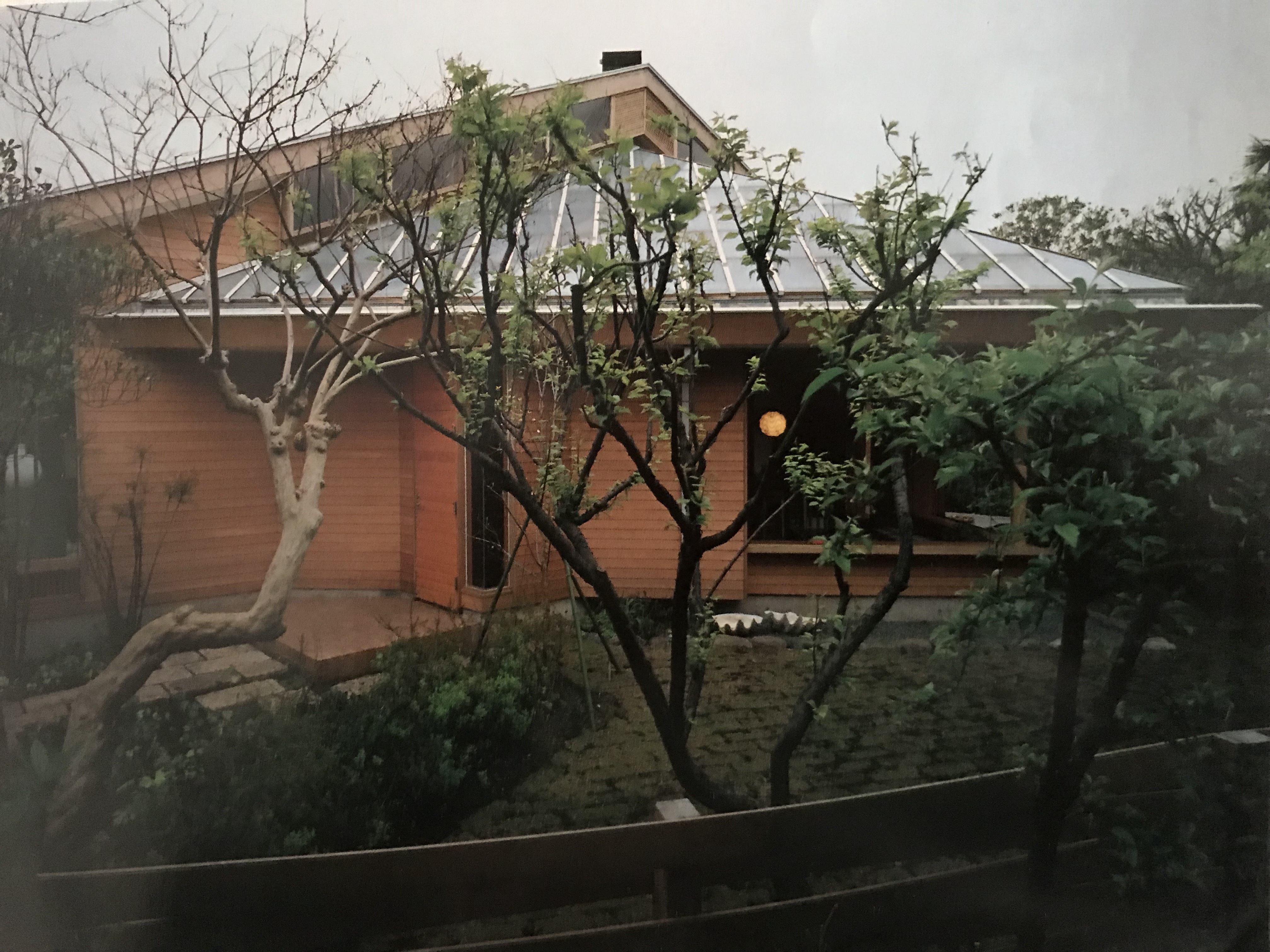
材木座の家
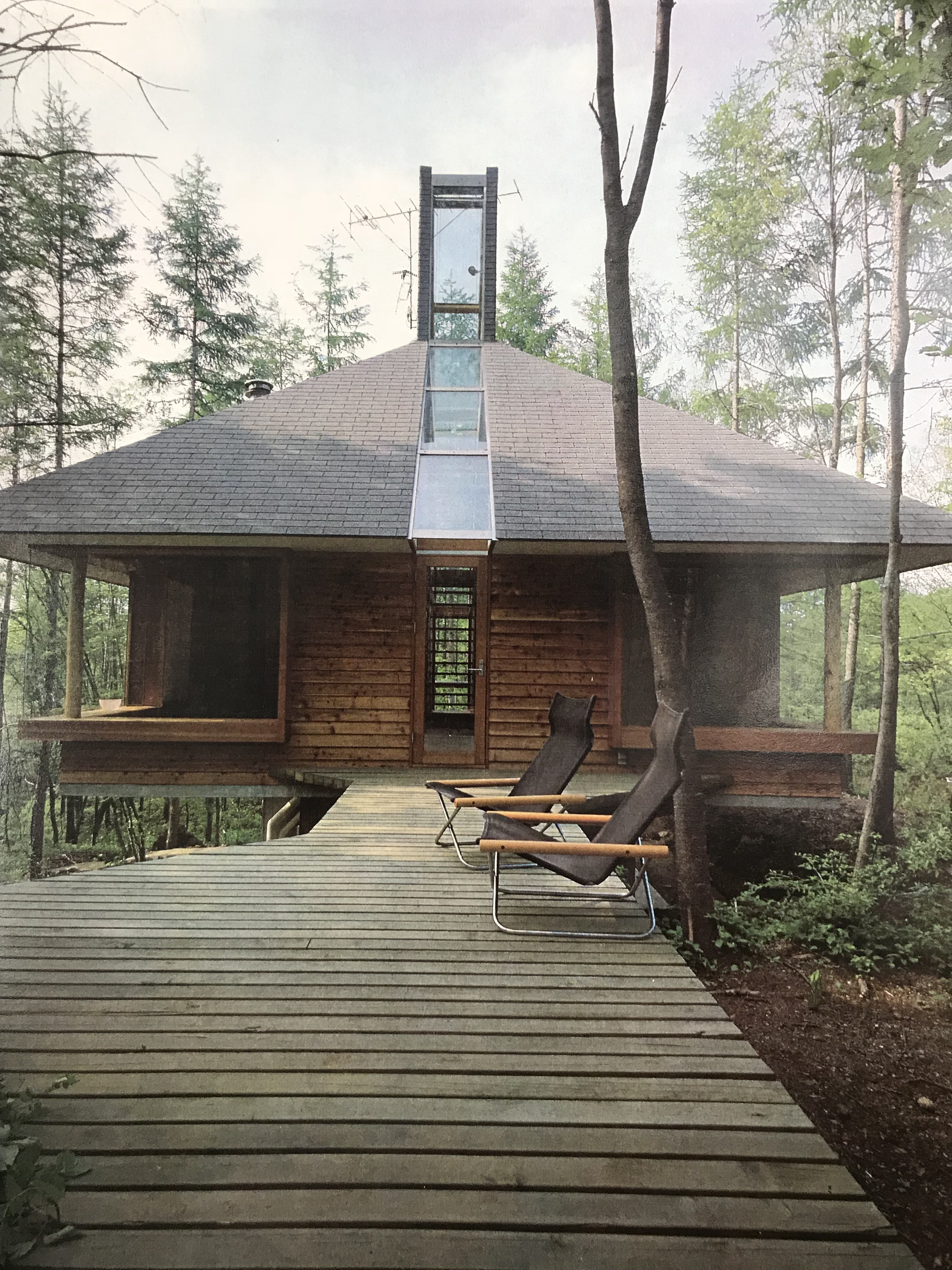
嬬恋居
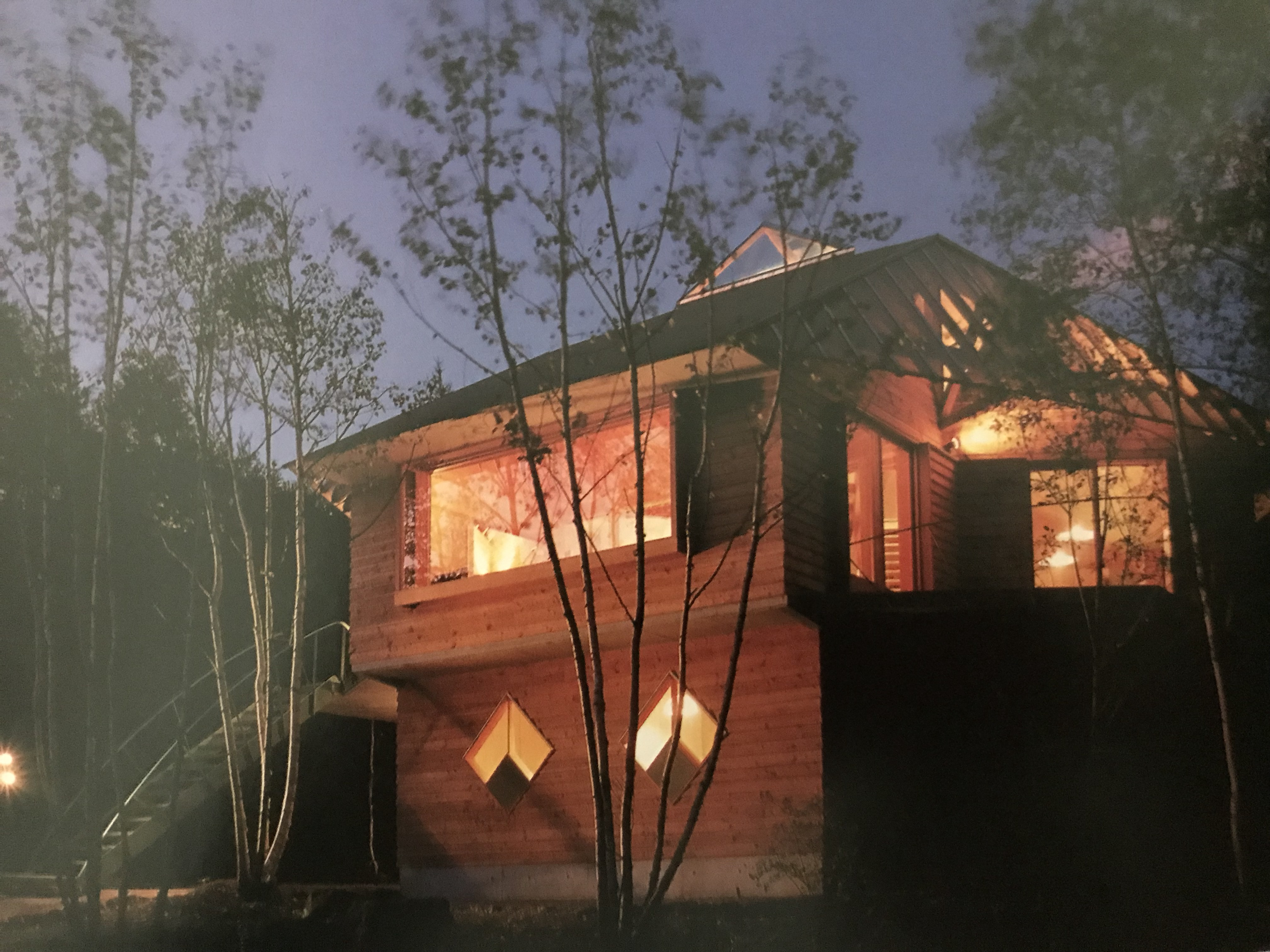
八ヶ岳のヘキサゴン
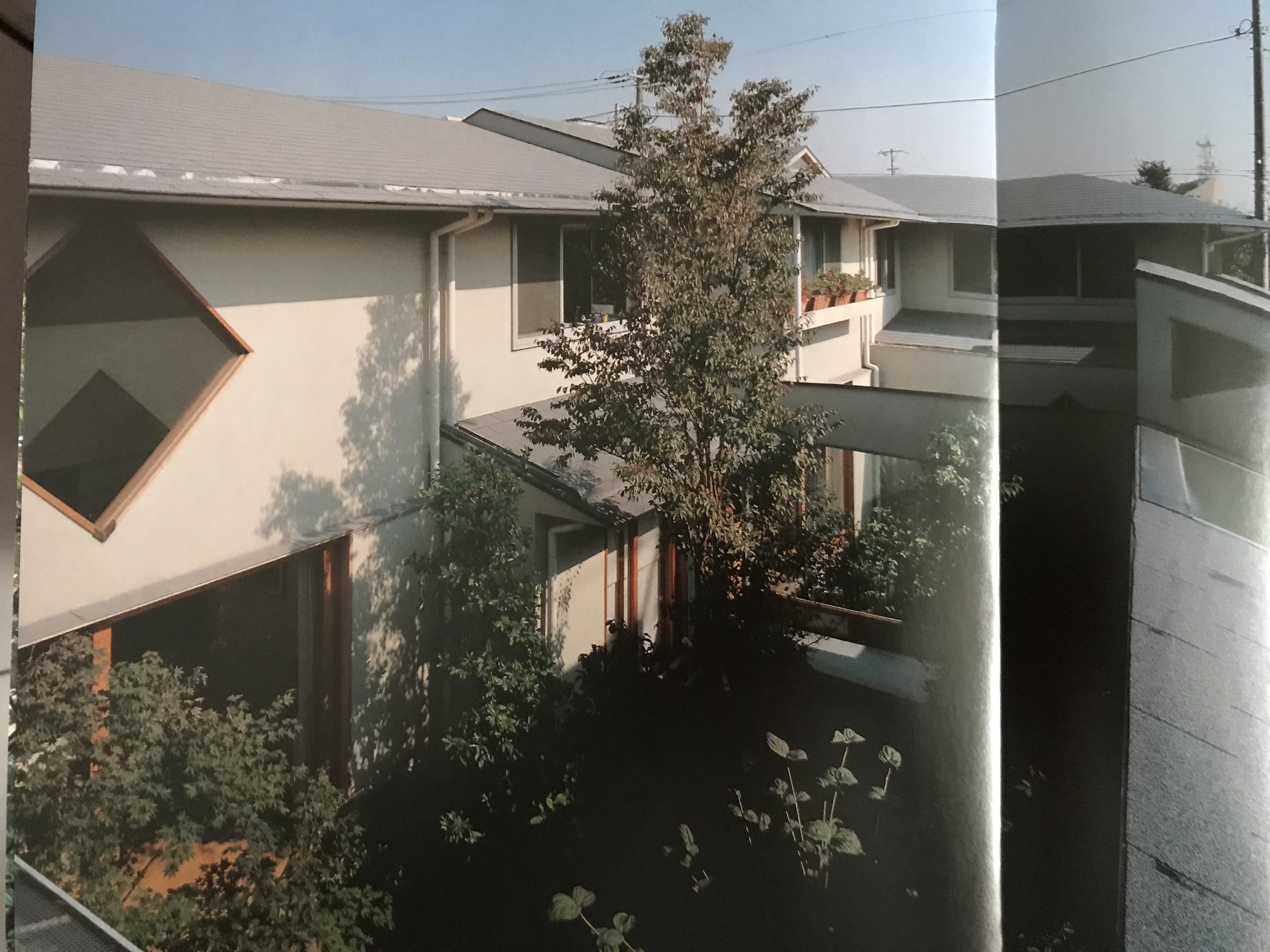
三姉妹夫婦の家

- 完成年、名前
- 1959年 - 吹き抜けのある家[2]
- 1979年12月 - 材木座の家[3][4]
- 1986年 6月 - 嬬恋居[5]
- 1989年12月 - 蘇我の家[6]
- 1992年 9月 - 八ヶ岳のヘキサゴン[7]
- 1994年10月 - 3姉妹夫婦の家[8]

## 著書
- 1961年『こども室と遊び場』 共著主婦の友社
- 1967年『農村のすまい』 共著農林中央金庫
- 1984年『食べる空間・つくる空間』 共著彰国社
- 1984年『居間の家族学』 グロビュー社
- 1996年『先端のバリアフリー環境』 共著中央法規出版
- 1996年『なぜ建築家になったか』 共著彰国社
- 2003年『住空間の家族学 心・体感覚で考える』彰国社
- 2008年『鎌倉まちのいろは』 共著 冬花社